# Amtsgericht Altenburg
Das Amtsgericht Altenburg ist ein von 1879 bis 1952 und neu ab 1993 bestehendes Gericht der ordentlichen Gerichtsbarkeit mit Sitz in der thüringischen Stadt Altenburg, Burgstraße 11. 

## Geschichte

### Vorläufer des Amtsgerichts Altenburg zwischen 1854 und 1879
Vorgänger des Amtsgerichtes Altenburg waren die Gerichtsämter Altenburg I, Altenburg II, Lucka und das Stadtgericht Altenburg, die bei der  Neuordnung der Unterbehörden im Herzogtum Sachsen-Altenburg im Jahr 1854 für den Großteil des bisherigen Kreisamts Altenburg im Ostkreis als untere Verwaltungs- und Justizbehörden gebildet wurden. Das für den nordwestlichen Teil des ehemaligen Kreisamtes Altenburg zuständige Gerichtsamt Lucka wurde 1874 aufgehoben und dem angrenzenden Gerichtsamt Altenburg II unterstellt. Im Jahre 1876 verloren die beiden Gerichtsämter und das Stadtgericht Altenburg die Verwaltungsaufgaben an den neuen Verwaltungsbezirk Altenburg. Als Justizbehörden bestanden die drei Gerichte zunächst fort. Am 1. Mai 1879 erfolgte die Zusammenlegung des Stadtgerichtes Altenburg mit den Gerichtsämtern Altenburg I und II zum Amtsgericht Altenburg.

### Amtsgericht Altenburg 1879–1952

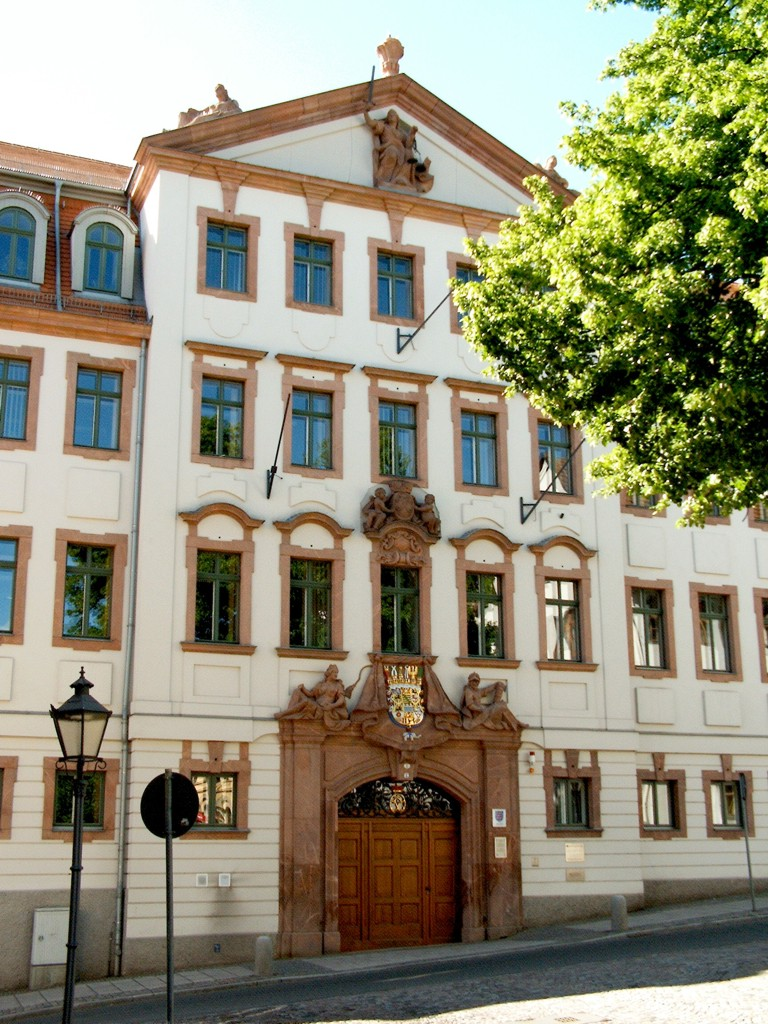
Amtsgericht Altenburg (2006)

Anlässlich der Einführung des Reichsgerichtsverfassungsgesetzes am 1. Oktober 1879 wurde das Amtsgericht Altenburg im reichsgesetzlichen Rahmen fortgeführt. Mit Wirkung vom 1. Januar 1906 wurde aus dem nordwestlichen Teil des Amtsgerichtsbezirkes Altenburg ein eigenständiger Amtsgerichtsbezirk mit Sitz in Meuselwitz errichtet. Dem Amtsgericht Meuselwitz wurden die Städte Meuselwitz und Lucka sowie die Landgemeinden Altpoderschau, Breitenhain, Bünauroda, Dobitschen, Dobraschütz, Dölzig, Gröba, Großröda, Heukendorf, Kleinröda, Kostitz, Kraasa, Kriebitzsch, Leesen, Mumsdorf, Neupoderschau, Oberkossa, Petsa, Pflichtendorf, Pöhla, Pontewitz, Posa, Prößdorf, Rolika, Schnauderhainichen, Starkenberg, Teuritz, Waltersdorf, Wintersdorf und Zechau zugeordnet. Nachdem im Jahre 1920 der erst zwei Jahre zuvor gegründete Freistaat Sachsen-Altenburg im Land Thüringen aufgegangen war, wurde das Amtsgericht Altenburg seit 1921 als Thüringisches Amtsgericht weitergeführt. Übergeordnete Instanz war bis zum 1. September 1949 das Landgericht Altenburg, danach das Landgericht Gera. Am 1. Januar 1952 wurden die Amtsgerichte Meuselwitz und Schmölln aufgehoben und ihr gesamter Bezirk dem Amtsgericht Altenburg zugeteilt.
Mit der in der DDR im Jahr 1952 erfolgten Verwaltungsreform und der damit einhergehenden Abschaffung der Amtsgerichte wurde das Amtsgericht Altenburg aufgehoben. Nachfolger wurden die Kreisgerichte Altenburg und Schmölln.

### Neugründung im Jahr 1993
Im Jahre 1993 wurden in Thüringen die Amtsgerichte wieder eingeführt und das Amtsgericht Altenburg neu eingerichtet. Es ist dem Landgericht Gera nachgeordnet.